# Intercontinental Bank
Die Intercontinental Bank ist mit 300 Filialen eine der größten Banken Nigerias. Der Hauptsitz befindet sich in Victoria Island, dem Wirtschaftszentrum von Lagos.

## Geschichte
Die Bank wurde 1989 als Nigerian Intercontinental Merchant Bank Limited gegründet, 1996 wurden die Equity Bank of Nigeria Limited und die Versicherung West African Provincial Company übernommen, 2002 erfolgte der Börsengang. Seit 2006 ist die Intercontinental Bank auch in Ghana aktiv.

## Aktivitäten
Die Universalbank ist in drei Bereiche aufgeteilt:
- Privatkunden ("Personal")
- Firmenkunden ("Business")
- Investmentbanking ("Corporate and Institutional Banking ")

dabei werden neben klassischen Bankdienstleistungen auch Versicherungen der Tochter Intercontinental Wapic angeboten.

## Aktien
Die Aktien sind an der Nigerian Stock Exchange notiert. Nach Marktwert gehört sie zu den größten Unternehmen Afrikas und ist daher auch im 2008 neu geschaffenen S&P Africa 40 Index enthalten.